# Нижня Липиця (гміна)
Ґміна Ліпіца Дольна — сільська гміна в Рогатинському повіті Станіславського воєводства Другої Речі Посполитої та у Крайсгауптманшафті Бережани Дистрикту Галичина Третього Райху. Адміністративним центром гміни було село Ліпіца Дольна (Нижня Липиця).
Об’єднану сільську ґміну Ліпіца Дольна (рівнозначну волості) було утворено 1 серпня 1934 р. у межах адміністративної реформи в II Речі Посполитій із суміжних тогочасних сільських ґмін (самоврядних громад): Гоноратувка (Гоноратівка), Ліпіца Дольна (Нижня Липиця), Ліпіца Ґурна (Верхня Липиця), Лопушна, Сарнкі Ґурне (Сарники Горішні), Сьвістельнікі (Світанок).
Площа ґміни — 85,52 км². Кількість житлових будинків — 1827. Кількість мешканців — 9666.
Національний склад населення ґміни Пукув на 1 січня 1939 року:
| село            | населення | українці-греко-католики | українці-латинники | євреї  | німці  | поляки  | польські колоністи |
| --------------- | --------- | ----------------------- | ------------------ | ------ | ------ | ------- | ------------------ |
| Гоноратівка     | 310       | 90                      |                    |        |        | 220     |                    |
| Липиця Долішня  | 2000      | 1570                    | 130                | 80     |        | 60      | 160                |
| Липиця Горішня  | 3890      | 2620                    | 120                | 80     |        | 930     | 140                |
| Лопушня         | 360       | 5                       |                    | 10     |        | 345     |                    |
| Серники Горішні | 2000      | 1870                    | 70                 | 40     |        | 20      |                    |
| Свистільники    | 1960      | 1870                    | 30                 | 20     | 10     | 30      |                    |
| Загалом         | 10520     | 8025                    | 350                | 230    | 10     | 1605    | 300                |
| Відсотки        | 100 %     | 76,28 %                 | 3,33 %             | 2,19 % | 0,09 % | 15,26 % | 2,85 %             |

17 січня 1940 року ґміни ліквідовані, натомість утворені райони. 
Гміна (волость) була відновлена на час німецької окупації з липня 1941 до липня 1944 року, лише село Гоноратівка було передане до ґміни Пуків.
На 1 березня 1943 року населення ґміни становило 9170 осіб..